# Färöische Fußballmeisterschaft 1967
Die Färöische Fußballmeisterschaft 1967 wurde in der Meistaradeildin genannten ersten färöischen Liga ausgetragen und war insgesamt die 25. Saison.
Meister wurde Titelverteidiger KÍ Klaksvík, die den Titel somit zum elften Mal erringen konnten. Sie startete am 30. April 1967 mit dem Spiel von HB Tórshavn gegen B36 Tórshavn und endete am 27. August 1967.
Im Vergleich zur Vorsaison verbesserte sich die Torquote auf 5,82 pro Spiel, was nach 1971 und 1948 den dritthöchsten Schnitt in der höchsten Spielklasse nach Einführung des Ligaspielbetriebs 1947 bedeutete. Den höchsten Sieg erzielte HB Tórshavn mit einem 9:0 im Heimspiel gegen TB Tvøroyri. Das torreichste Spiel gab es zwischen HB Tórshavn VB Vágur mit einem 7:4.

## Modus
In der Meistaradeildin spielte jede Mannschaft an acht Spieltagen jeweils zwei Mal gegen jede andere. Die punktbeste Mannschaft zu Saisonende stand als Meister dieser Liga fest, eine Abstiegsregelung gab es nicht.

## Saisonverlauf
KÍ Klaksvík gewann die ersten drei Spiele und verlor daraufhin das Auswärtsspiel gegen den schärfsten Konkurrenten HB Tórshavn mit 2:5, konnte sich jedoch durch den 6:0-Heimsieg im Rückspiel revanchieren. Dies blieb auch die einzige Saisonniederlage für KÍ. Da HB Tórshavn bereits sein Heimspiel am ersten Spieltag gegen B36 Tórshavn verlor, stand KÍ Klaksvík schlussendlich als Meister fest.

## Abschlusstabelle
| Pl. | Verein             | Sp. | S | U | N | Tore    | Quote | Punkte |
| --- | ------------------ | --- | - | - | - | ------- | ----- | ------ |
| 1.  | KÍ Klaksvík (M, P) | 8   | 7 | 0 | 1 | 036:900 | 4,00  | 14:20  |
| 2.  | HB Tórshavn        | 8   | 6 | 0 | 2 | 038:180 | 2,11  | 12:40  |
| 3.  | B36 Tórshavn       | 8   | 4 | 0 | 4 | 026:140 | 1,86  | 08:80  |
| 4.  | VB Vágur           | 8   | 2 | 0 | 6 | 016:380 | 0,42  | 04:12  |
| 5.  | TB Tvøroyri        | 8   | 1 | 0 | 7 | 005:420 | 0,12  | 02:14  |

Platzierungskriterien: 1. Punkte – 2. Torquotient
| (M) | Meister des Vorjahrs     |
| (P) | Pokalsieger des Vorjahrs |

## Spiele und Ergebnisse
|              | B36 | HB     | KÍ  | TB     | VB     |
| ------------ | --- | ------ | --- | ------ | ------ |
| B36 Tórshavn |     | 02:3 1 | 2:3 | 7:0    | 0-:- 2 |
| HB Tórshavn  | 1:3 |        | 5:2 | 9:0    | 7:4    |
| KÍ Klaksvík  | 3:1 | 6:0    |     | 0-:- 3 | 5:1    |
| TB Tvøroyri  | 0:3 | 1:4    | 0:6 |        | 3:1    |
| VB Vágur     | 4:1 | 0-:- 4 | 0:5 | 6:1    |        |

## Spielstätten
| Mannschaft   | Stadion        | Spielort |
| ------------ | -------------- | -------- |
| B36 Tórshavn | Gundadalur     | Tórshavn |
| HB Tórshavn  | Gundadalur     | Tórshavn |
| KÍ Klaksvík  | Við Djúpumýrar | Klaksvík |
| TB Tvøroyri  | Sevmýri        | Tvøroyri |
| VB Vágur     | Á Eiðinum      | Vágur    |

## Nationaler Pokal
Im Landespokal gewann KÍ Klaksvík mit 6:2 gegen B36 Tórshavn und erreichte dadurch das Double.